# Paralouatta
Paralouatta — рід платіррінів, який наразі містить два вимерлих види дрібних приматів, які мешкали на острові Куба.

## Опис
Кубинський викопний примат, Paralouatta varonai, був описаний на основі майже повного черепа пізнього четвертинного періоду в 1991 році. Цей череп і кілька ізольованих зубів і посткраніальних кісток були знайдені в Куева-дель-Моно, печері в провінції Пінар-дель-Ріо. Посткраніальна морфологія Паралуатти свідчить про те, що він був частково наземним і є ймовірним прикладом острівного гігантизму.
Другий вид Paralouatta (P. marianae) також був описаний у Бурдігальській (віком близько 18 мільйонів років) формації Лагунітас і є найбільшим неотропічним приматом, відомим у ту епоху.

## Палеобіологія
Орієнтовна маса тіла Паралуатта становила 8.4 кг. Аналіз посткраніальної морфології свідчить про те, що Paralouatta був принаймні певною мірою напівназемним, що робить його найбільш наземним родом платіррінів із усіх відомих.